# Fulbright-programma

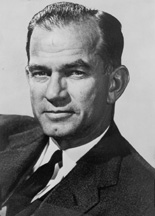
J. William Fulbright

Het Fulbright-programma is een wereldwijd beurzenprogramma dat uitwisseling van studenten tussen de Verenigde Staten en andere landen mogelijk maakt. Elk jaar krijgen daardoor honderden jonge wetenschappers uit 144 landen de kans om aan een prestigieuze Amerikaanse universiteit te gaan studeren of onderzoek te doen. Elk land maakt daarbij een eigen selectie.
Het beurzenprogramma is vernoemd naar de Amerikaanse senator J. William Fulbright uit Arkansas. Het is het meest prestigieuze internationale uitwisselingsprogramma met de Verenigde Staten. 

## België en Groothertogdom Luxemburg
Vanuit België en het Groothertogdom Luxemburg krijgen elk jaar ongeveer 35 studenten een dergelijke beurs uitgereikt. De bevoegde Commission for Educational Exchange Between the United States of America, Belgium and Luxembourg heeft een vestiging in de Koninklijke Bibliotheek in Brussel.

## Nederland
Vanuit Nederland krijgen elk jaar ongeveer 25 studenten een dergelijke beurs uitgereikt. De selectie wordt in Nederland door het Fulbright Center gecoördineerd. Bekende Nederlandse alumni van het programma zijn Hans Adriaansens, Bernard Bot, Frank Bovenkerk, Rosi Braidotti,  Laurens-Jan Brinkhorst, Jacqueline Cramer, Wim van Eekelen, Johan Goudsblom, Bert Koenders, Ruth Oldenziel, F.C.Rauwenhoff, Alexander Rinnooy Kan, Willem Stevens, Abram de Swaan, Jan Veldhuis, Joris Voorhoeve, Henk Wesseling, Koenraad Wiedhaup
Voor de Fulbright-studiebeurs komen master- en PhD-studenten in aanmerking.